# 維達

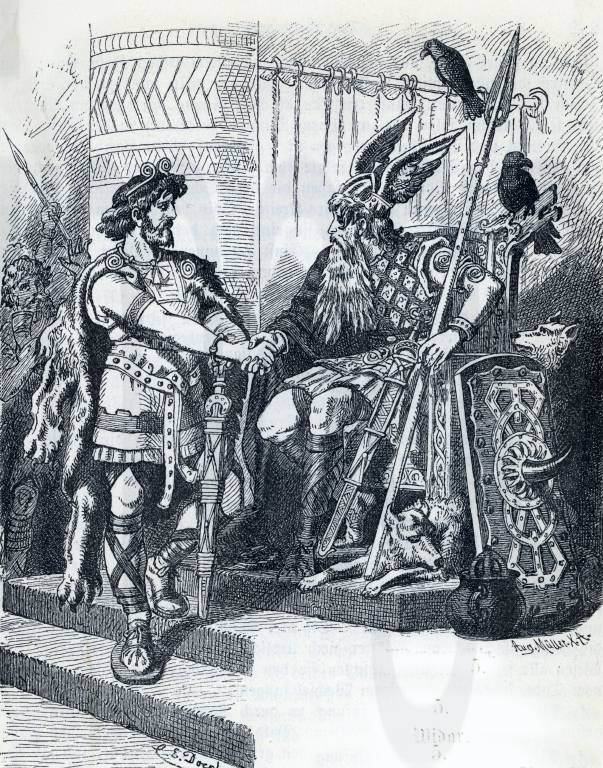
維達（左）與奧丁

維達（Vidar，或做Víðarr、Viðarr）是奧丁和女巨人格莉德所生的孩子。他是不滅的自然力之擬人化，或稱「森林之神」或「原始森林之神」。他註定在諸神的黃昏之後，和他的兄弟瓦利成為新世界的神。
维达住在阿斯嘉特一片廣大的森林中，他的居所叫蘭德維迪，意即「廣土」或維迪（Vidi），意即「寬廣」。他的另一個稱呼是「沉默之神」，他從諾倫三女神處得知自己命運的預言後，就待在森林深處，不發一語。
他的形象是高大，穿甲冑，帶著一把闊劍，穿著一隻靴子。有些人認為這靴子是鐵做的，由於他的母親格莉德知道他永將與火相爭，所以為他做鐵靴子以防火。另一個說法是他的靴子為皮革做的，甚至是由皮革匠們丟棄的廢皮拼湊而成的。在諸神的黃昏時，芬里爾擊敗奧丁並將其吞下肚，維達趕上前，一腳踩住芬里爾的下額，兩手抓住狼的上顎，最後把芬里爾撕為兩半，報了父仇。所以也有人說他是「復仇之神」。
另在神話中向來只提到維達的一腳和一靴，也許可以解釋他是一個獨腳的神。